# 奥格年·多布里奇
奥格年·多布里奇（1994年10月27日—），塞尔维亚男子篮球运动员，2014年欧洲U20男子篮球锦标赛铜牌得主、，2023年国际篮联篮球世界杯银牌得主、2024年夏季奥林匹克运动会男子铜牌得主。